# Serafim Tibúrcio da Costa

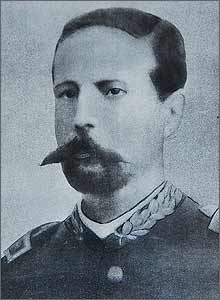
Cel. Serafim Tibúrcio da Costa

Serafim Tibúrcio da Costa (Jequeri, 1856 — Espera Feliz, 19 de novembro de 1919) foi um coronel e político brasileiro da cidade de Manhuaçu, em Minas Gerais. Em 1896 liderou um movimento emancipacionista e proclamou a República do Manhuaçu.

## Biografia
Serafim Tibúrcio da Costa nasceu em 1856 no distrito de Ponte Nova, município de Jequeri. Por volta de 1880, mudou-se para o município de Manhuaçu a convite de João Alves Costa para exercer o cargo de cobrador de impostos. Anos depois foi promovido a delegado de polícia. Era culto, possuindo um círculo de amizades bem próximo aos grandes nomes das ideologias republicanas como Silva Jardim e Cesário Alvim.
Em 1892, foi eleito prefeito de São Lourenço do Manhuaçu. Em 1894, tentou a reeleição e foi derrotado pelo padre Odorico Dolabela, que concorreu de modo fraudulento. O coronel Tibúrcio reuniu documentos e recorreu ao governador Crispim Jaques Bias Fortes, porém este não o apoiou na reivindicação. Apoiado pelo coronel João do Santos Coimbra, o coronel Tibúrcio reuniu um contingente de 800 homens e invadiu Manhuaçu em 1896. Então, tomou o controle da região e proclamou a república independente do Brasil a 15 de maio de 1896.
Em seguida, o coronel avançou em direção à divisão com o estado do Espírito Santo com a política de distribuição de lotes e abertura de estradas. A autoridade estadual foi informada, as tropas do exército combateram os revoltosos que, derrotados fugiram em direção ao Espírito Santo. O coronel fixou residência em Afonso Cláudio.